# Les Quatre Mousquetaires
Pour l'équipe de tennis, voir Quatre Mousquetaires.
Les Quatre Mousquetaires est un film belge en accent bruxellois réalisé par Gaston Schoukens d'après le roman d'Alexandre Dumas sorti en 1934.

## Fiche technique
- Producteur et réalisateur: Gaston Schoukens
- Production : Lux Film, Bruxelles
- Scénario : adaptation parodique du roman "Les trois mousquetaires" d'Alexandre Dumas.
- Directeur de la photographie : François Rents
- Son : José Lebrun

## Distribution
- Esther Deltenre : la reine Anne d'Autriche
- Max Moreau : le roi Louis XIII
- Lucien Mussière : le duc de Buckingham
- Billy Pitt
- Réginald : le Cardinal de Richelieu
- Rittche : d'Artagnan le chef des mousquetaires
- Mona Sem : Constance Bonacieux

## Critique
Selon Frédéric Sojcher, « Lorsque Les Quatre mousquetaires est sorti en salles à Paris, sur les Champs-Élysées, les critiques belges ont écrit que c'était une honte pour la Belgique ! Quelle image donne-t-on du pays à nos voisins français ? Alors que la démarche de Schoukens est de l'ordre de l'autodérision et proche de celle que Pagnol développait à Marseille, à la même époque ».